# Královecká katedrála
Královecká katedrála Panny Marie a svatého Vojtěcha (rusky Кафедральный собор Кёнигсберга, německy Königsberger Dom) patří k symbolům města Kaliningrad, odkazuje k jeho pruské a katolické minulosti.

## Historie
Město Královec (Königsberg) založil český král Přemysl Otakar II. při křížové výpravě proti pohanským Prusům kmene Samů roku 1255 na území, které ovládal Řád německých rytířů a spravoval je až do období reformace. Podle Pulkavovy kroniky měl již tehdy král rozhodnout o založení chrámu zasvěceného sv. Vojtěchovi. O nějaké stavbě kostela sv. Vojtěcha je zmínka za biskupa Siegfrieda k roku 1302. Při další křížové výpravě v roce 1330 se v Královci nuceně zastavili král Jan Lucemburský (z důvodu zhoršení své oční nemoci) s markrabětem Karlem, který si zde léčil vředovou chorobu.. Karel IV. se však ve vlastním životopisu o žádném kostele nezmiňuje.

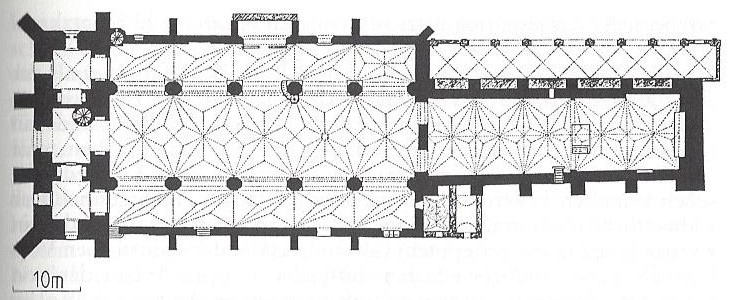
Půdorys katedrály k roku 1440, délka 88,5 m, šířka hlavní lodi 32,14 m

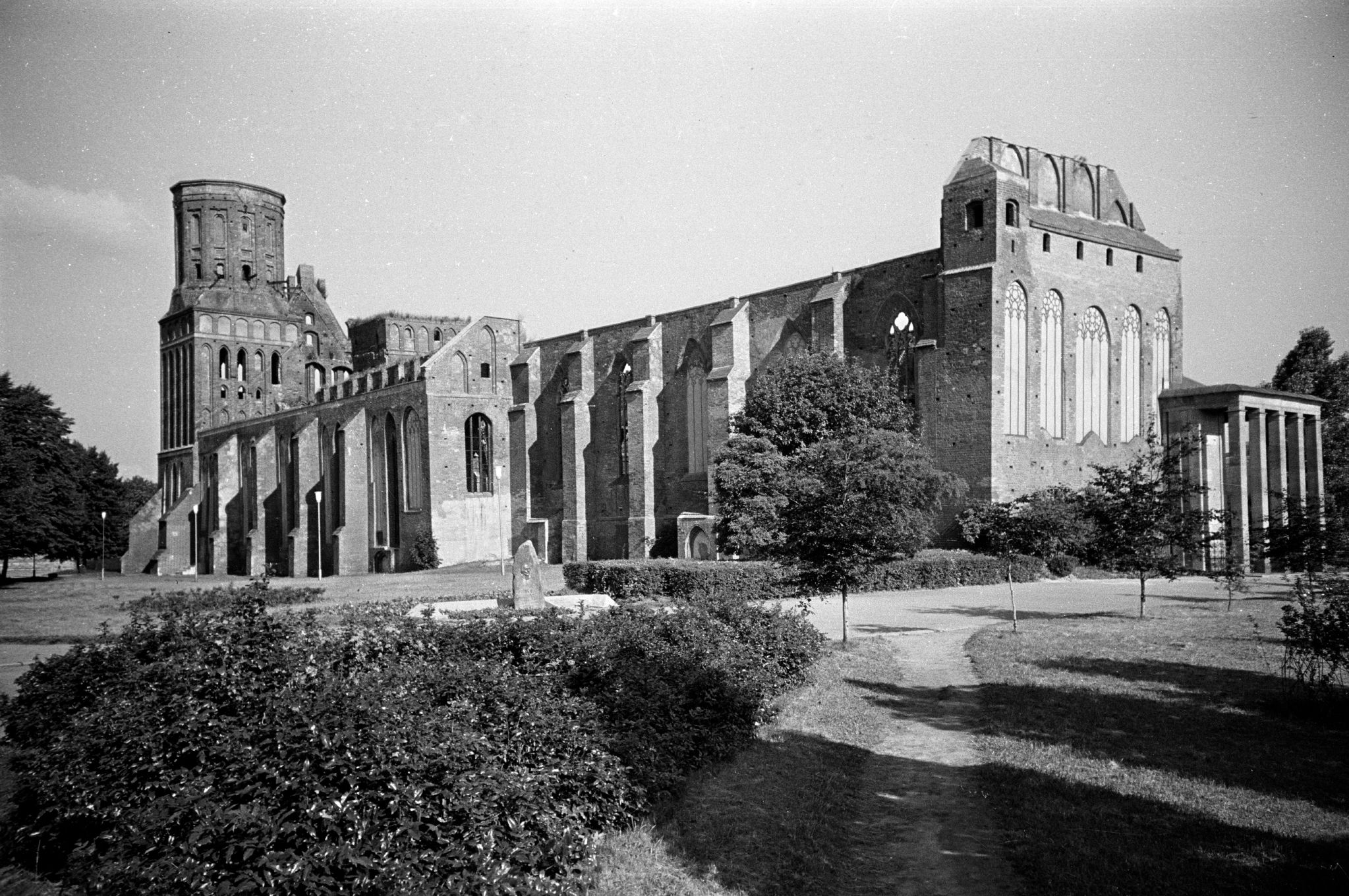
Ruiny v roce 1988

Základní kámen ke katedrále položil velmistr Řádu Německých rytířů Werner z Orselnu roku 1327 na ostrůvku Kneiphof, ohrožovaném bažinou. Proto bylo nejdříve nutno založit konstrukci z dubových pilotů. Patrocinium pravděpodobně navrhl zbožný velmistr, panna Marie byla patronkou všech velmistrů tohoto řádu a emblémem na jejich pečeti, svatý Vojtěch byl prvním a hlavním slovanským misionářem tohoto území. Stavba katedrály Panny Marie a sv. Vojtěcha probíhala přibližně v letech 1333–1380. Jižní věž s kuželovitou stříškou o celkové výšce 50,75 m byla hotová k roku 1440, severní věž nebyla nikdy dostavěna.
Po vysvěcení byla katedrála vyňata z pravomoci Řádu německých rytířů a stala se sídelní biskupskou katedrálou diecéze sambijské (Samland) až do jejího zrušení v roce 1525. Byla postavena podle plánů neznámého architekta jako trojlodní bazilika z cihel v gotickém stylu tzv. pobaltské gotiky. Má síťové klenby.

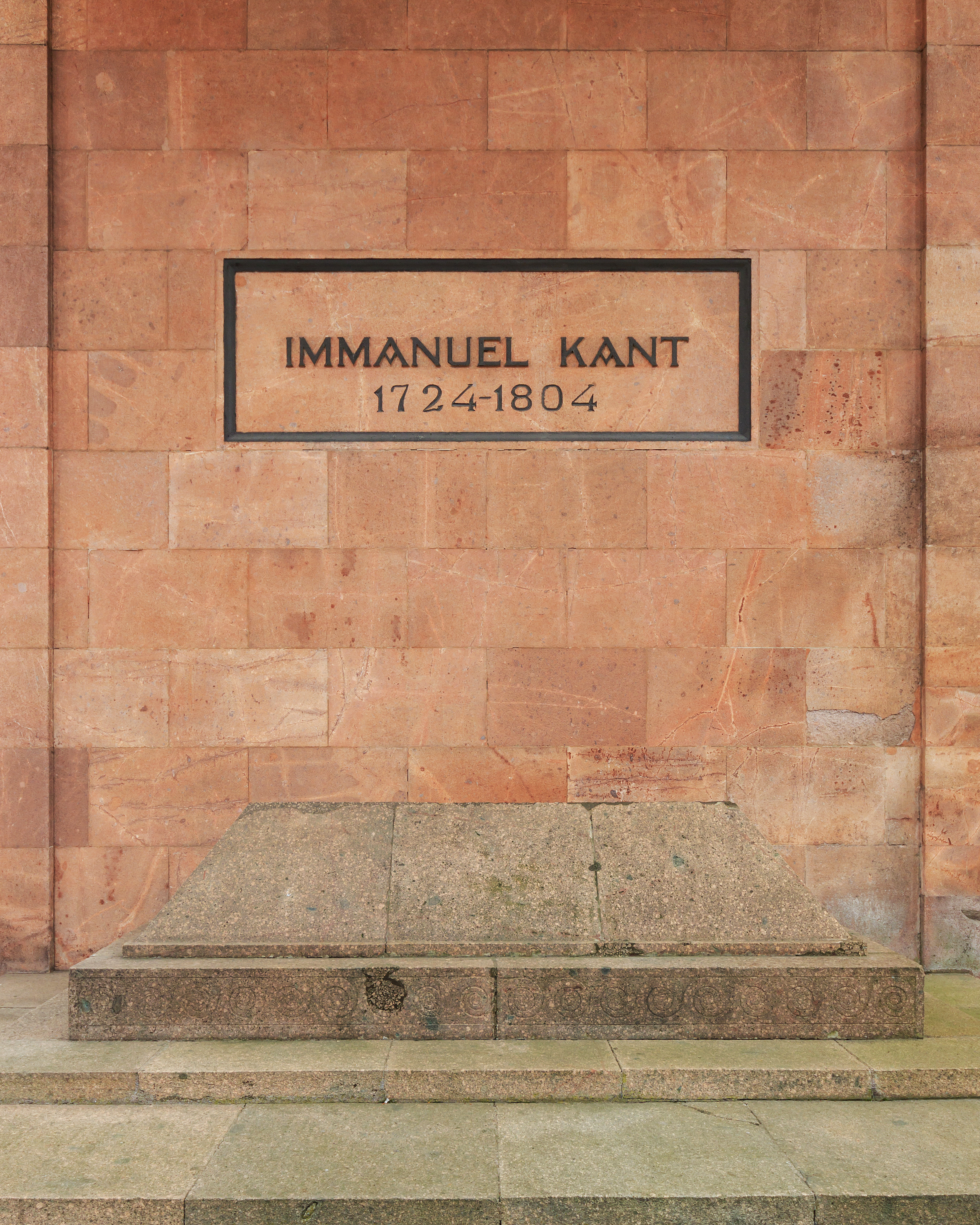
Hrob Immanuela Kanta vně katedrály

Římskokatolickou katedrálou byla do roku 1525. Poté sloužila jako svatostánek evangelické církve. Od založení Albrechtovy univerzity roku 1544 byla univerzitním kostelem. Tento stav trval až do let 1944–1945. Po náletech na tehdy německý Královec v roce 1944 a velkých bojích Rudé armády v roce 1945 bylo město zničeno, katedrála pobořena a vypálena. Německé evangelické obyvatelstvo uprchlo nebo bylo odsunuto. Na jeho místo přišli Rusové, Ukrajinci a jiní obyvatelé tehdejšího Sovětského svazu, které Moskva do oblasti dosídlila. Sovětská moc neměla zájem na obnově chrámu, který podle tehdejší historiografie symbolizoval pruský militarismus. Stavba nebyla zcela zlikvidována pouze kvůli Immanuelu Kantovi a jeho hrobu. Rekonstrukční práce probíhaly velmi pomalu. Teprve v roce 1960 stavba získala status kulturní památky republikového významu, obvodové zdivo bylo zpevněno, ale stavba zůstala beze kleneb a střech a bez věže. Intenzivní rekonstrukce byla zahájena v roce 1992 a trvala do roku 2017.

## Interiér

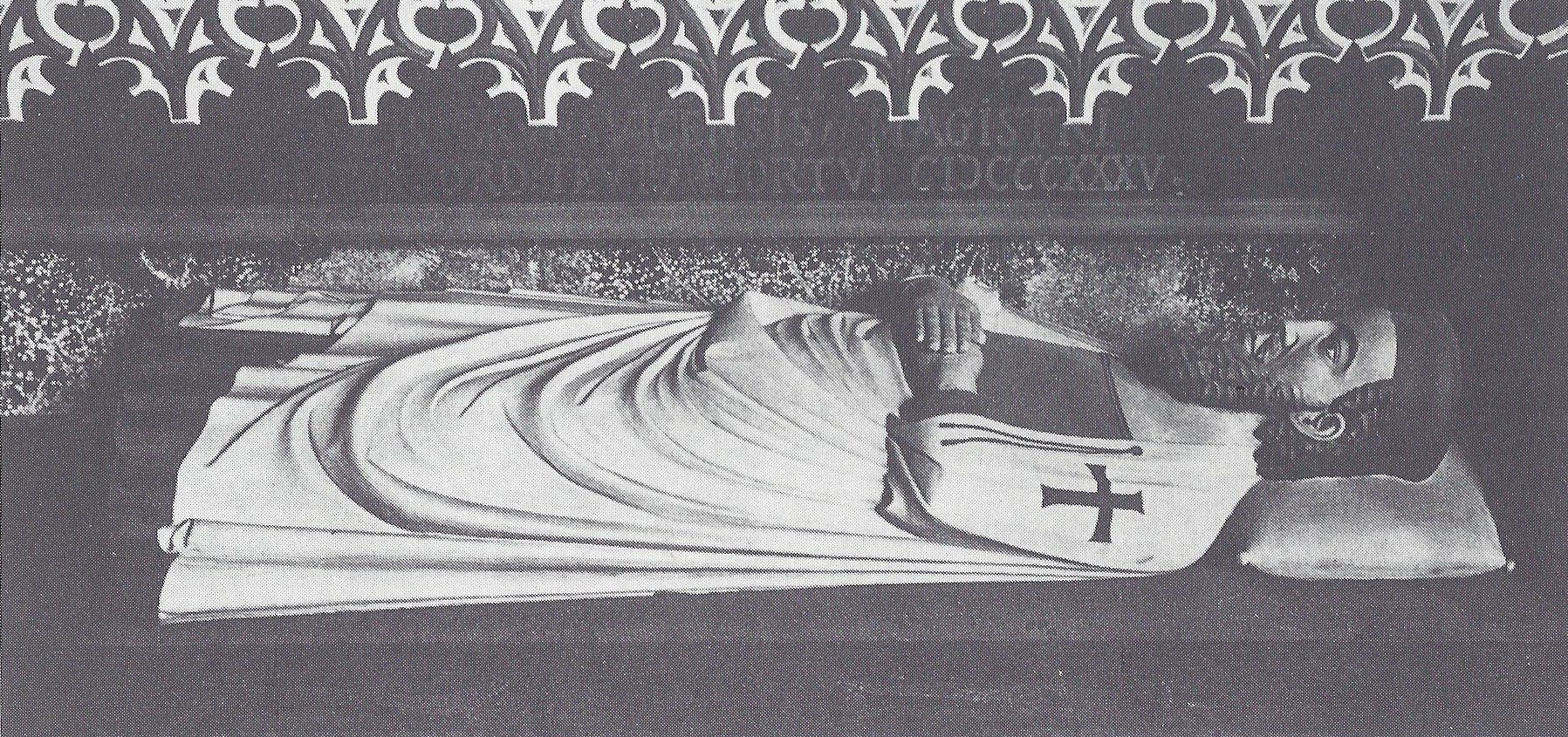
Náhrobní socha velmistra Lothara Brunšvického

Jen malá část mobiliáře byla vystěhována počátkem roku 1944 před náletem Spojenců z 29./30. srpna 1944. Většina zařízení podlehla zkáze. Patřily k nim převážně renesanční oltáře s obrazy a sochami, či hroby velmistrů Řádu německých rytířů a biskupů, například:
- gotická dřevěná socha velmistra Lothara Brunšvického,
- hrob velmistra Jana z Tieffenu
- knížecí kaple rodu Hohenzollernů se dvěma oltáři a hrobkou Albrechta Braniborsko-Ansbašského a Jiřího Viléma Braniborského
- barokní hrobka polské šlechtické rodiny Radziwillů, Bohuslava a Anny Marie
- hrobka pomořanské šlechtické rodiny Podewilsů

## Současnost
Chrám je hlavním kulturním a náboženským centrem města. Je zde Muzeum Immanuela Kanta a historická expozice, pastor protestantské církve má sídlo v rekonstruovaném Kantově domě. Bohoslužby zde slouží také katolíci a pravoslavní). Další instituce zde provozují koncerty klasické a chrámové hudby. V roce 1996 byl rekonstruován hrob filozofa Immanuela Kanta, který se v dnešním Kaliningradu narodil.